# Jacques Léonard (homme politique)
Pour les articles homonymes, voir Jacques Léonard et Léonard.
Jacques Léonard, né le 2 décembre 1936 à Saint-Jovite, est un comptable, enseignant et homme politique québécois.  Il est député de la circonscription de Labelle à l'Assemblée nationale du Québec de 1976 à 1985 et de 1989 à 2001, et ministre provincial à divers portefeuilles de 1976 à 1984 et de 1994 à 2001.

## Biographie
Né le 2 décembre 1936 à Saint-Jovite, Jacques Léonard est le fils d'Odilon Léonard, cultivateur, et de Simone Desjardins.  Il fait des études au Séminaire Saint-Joseph de Mont-Laurier. Il obtient un diplôme de comptable agréé en 1959 et une maîtrise en sciences commerciales en 1962 à l'Université Laval. De 1962 à 1964, il est vérificateur comptable à Montréal.  De 1964 à 1966, il étudie à l'École pratique des hautes études de Paris.  En 1966 et 1967, il est professeur à l'École des hautes études commerciales, puis en 1967 et 1968 à l'Université du Rwanda. De 1968 à 1976, il occupe des postes de direction à l'Université de Montréal, dont celui de vice-doyen à l'éducation permanente. Il est aussi propriétaire d'une ferme à Saint-Jovite.

### Politique
Lors de l'élections générales québécoises de 1970, il est candidat du Parti québécois dans la circonscription de Labelle, où il est défait. Il en est de même lors de l'élection générale de 1973 dans la circonscription de Laurentides-Labelle. Il est élu député du Parti québécois dans Laurentides-Labelle à l'élection générale de 1976, lors de laquelle le Parti québécois accède au pouvoir. Il est réélu député dans Labelle à l'élection générale de 1981. Il est assermenté ministre le 26 novembre 1976 dans le gouvernement Lévesque. Il est ministre d'État à l'Aménagement du 2 février 1977 au 6 novembre 1980 et, à ce titre, il est le "père" de la première Loi sur l'aménagement et l'urbanisme entrée en vigueur en décembre 1979. Il est ministre des Affaires municipales du 6 novembre 1980 au 5 mars 1984, puis ministre des Transports du 5 mars au 22 novembre 1984. Il démissionne comme ministre le 22 novembre 1984, comme six autres ministres, lorsque le premier ministre René Lévesque met en veilleuse l'option souverainiste. Il quitte le caucus du Parti québécois et siège comme député indépendant à compter du 27 novembre 1984. Il démissionne comme député le 23 mai 1985.
De 1985 à 1989, il est doyen de la faculté d'éducation permanente de l'Université de Montréal.
Lors de l'élections générales de 1989, il se présente de nouveau comme candidat du Parti québécois dans Labelle et est élu député. Il est membre de la Commission sur l'avenir politique et constitutionnel du Québec en 1990 et de la Commission d'étude des questions afférentes à l'accession du Québec à la souveraineté en 1991 et 1992. Il est réélu à l'élection générale de 1994, lors de laquelle le Parti québécois revient au pouvoir, et à l'élection générale de 1998. Dans le gouvernement Parizeau, il est ministre des Transports et vice-président du Conseil du trésor du 26 septembre 1994 au 3 novembre 1995, puis ministre délégué à l'Administration et à la Fonction publique du 3 novembre 1995 au 29 janvier 1996. Dans le gouvernement Bouchard, il est ministre délégué à l'Administration et à la Fonction publique, du 29 janvier 1996 au 15 décembre 1998, puis ministre d'État à l'Administration et à la Fonction publique du 15 décembre 1998 au 8 mars 2001. Il est aussi président du Conseil du Trésor du Québec du 3 novembre 1995 au 8 mars 2001. Il démissionne comme ministre et député provincial le 8 mars 2001, Sylvain Pagé le remplaçant dans sa circonscription.
En 2001, il devient associé au cabinet de comptables Harel, Drouin. En 2002, il devient professeur au département de science politique de l'Université du Québec à Montréal.
Lors de l'élection fédérale canadienne de 2006, il est candidat du Bloc québécois dans la circonscription d'Outremont, où il est défait par le député Jean Lapierre du Parti libéral.

## Archives
Le fonds d'archives de Jacques Léonard est conservé au centre d'archives de Montréal de Bibliothèque et Archives nationales du Québec.